# Cobhlair Mor
Cobhlaith Mór Ní Conchobhair, princesse gaélique, est morte en 1395 en Irlande. 

## Biographie
Cobhlaith Mór est membre de la dynastie Uí Conchobhair, et ses ancêtres sont rois de Connacht depuis le VIIe siècle. Son père, Cathal mac Domhnaill Ua Conchobair, règne de 1318 à 1324 et est le premier Ó Conchobhair Sligigh; son ancêtre Tairrdelbach Ua Conchobair (mort en 1156), était un des derniers rois d'Irlande originaires de l'île.
Cobhlaith Mór Ní Conchobhair est une princesse irlandaise très riche, et elle préserve les mœurs des Gaels face au roi Édouard III d'Angleterre. En 1367, les traditions gaéliques ont été rendues illégales via les statuts de Kilkenny.
Son oraison funèbre l'annonce comme mariée à trois rois : 
1. Niall mac Aodha Ó Domhnaill, Roi de Tír Chonaill ;
2. Aodh Ó Ruairc, Roi de Breifne ;
3. Cathal mac Aodha Bréifnigh Ua Conchobair, frère du roi Aodh mac Aodha Bréifnigh Ua Conchobair[2].

Dans les Annales des Quatre Maîtres, Mor est qualifiée de "Port na-d-Tri Namhat" (littéralement "le port de trois ennemis") parce que ses trois maris étaient ennemis.
Elle est enterrée au monastère de Boyle.